# Anton von Bodungen
Anton Christoph Ludwig Wilhelm Adolf von Bodungen (* 20. März 1761 in Lengröden; † 3. April 1850 in Heiligenstadt) war ein deutscher Gutsbesitzer, Landrat und Abgeordneter aus dem Adelsgeschlecht Bodungen.

## Leben
Bodungen war ein Sohn des kurfürstlich mainzischen Kammerherren Karl von Bodungen (1722–1788) und dessen zweiter Ehefrau Henriette, geborene von Hagen († 1773) aus dem Hause Rüdigershagen. Er war evangelischer Konfession und heiratete am 15. Juli 1787 in Kassel Karoline von Hagen (1764–1825) aus dem Hause Deuna. Aus der Ehe gingen die Söhne Ernst (1788–1878) und Heinrich (1800–1889) hervor.
Anton von Bodungen war Herr zu Martinfeld. Das Schloss Martinfeld war seit 1611 der Herrensitz der Familie. Er schlug zunächst die Militärlaufbahn ein und war zuletzt kurfürstlich hessischer Rittmeister der Gardes du Corps.
Seit 1799 war er Kurmainzer Landrat im Eichsfeld. Landrat war hier ein Ehrenamt. Mit der Mediatisierung von Kurmainz kam das Eichsfeld als Fürstentum Eichsfeld 1802 zu Preußen. Preußen teilte das Eichsfeld administrativ in zwei Landkreise. Landräte wurden 1802 Anton von Bodungen für den Oberkreis und Friedrich von Motz für den Unterkreis. Bodungen nahm dieses Amt zunächst kommissarisch war. Am 26. April 1803 wurde er von den Kreisständen gewählt, mit Ordre vom 14. Mai 1803 erfolgte die definitive Bestätigung. Für die evangelischen Religionsangelegenheiten wurde ein Lutherisches Landeskonsistorium zu Heiligenstadt geschaffen, zuständig für das Eichsfeld und die Gebiete Nordhausen, Mühlhausen und Erfurt, mit einem neu berufenen Generalsuperintendenten an der Spitze. 1802–1806 gehörte Anton von Bodungen diesem Landeskonsistorium an. 1806 endete die preußische Herrschaft und das Eichfeld kam zum Königreich Westphalen.
Anton von Bodungen war von 1808 bis 1813 Mitglied des Distriktrats des Distrikts Heiligenstadt und 1808 bis 1813 Präfekturrat im Departement des Harzes. Von 1808 bis 1813 war er dort auch Mitglied des Departement-Wahlkollegiums und vom 2. Juni 1808 bis zum 26. Oktober 1813 Mitglied der Reichsstände des Königreichs Westphalen für das Harz-Departement und die Wählergruppe der Grundeigentümer.
1816 wurde er zunächst preußischer Landrat im Landkreis Mühlhausen i. Th. und dann 1816 bis 1841 des Kreises Heiligenstadt. Er war Rechtsritter des Johanniterordens.